# Ommatius russelli
Ommatius russelli là một loài ruồi trong họ Asilidae. Ommatius russelli được Scarbrough miêu tả năm 1984. Loài này phân bố ở vùng Tân nhiệt đới.